# Mare Winningham
Mare Winningham, all'anagrafe Mary Megan Winningham (Phoenix, 16 maggio 1959), è un'attrice e cantautrice statunitense.

## Biografia
Mare Winningham si mette in luce negli anni ottanta partecipando ad alcuni film corali del Brat Pack. Nel 1986 appare nella serie Ai confini della realtà, nell'episodio La pulsantiera di Richard Matheson. Candidata nella categoria peggior coppia ai Razzie Awards come una delle tre mogli di Kevin Costner in Wyatt Earp (1994), l'anno successivo si riscatta con la candidatura all'Oscar come miglior attrice non protagonista per il film Georgia (1995), ma il premio venne vinto da Mira Sorvino per La dea dell'amore di Woody Allen.
Nel 1998 vince il Premio Emmy come miglior attrice non protagonista in una serie o film per la TV per la sua partecipazione alla miniserie George Wallace. Dal 2006 al 2007 partecipa alla serie televisiva Grey's Anatomy, interpretando alcuni episodi come Susan Grey, la seconda moglie del padre di Meredith Grey e madre di Lexie Grey. Dopo una serie di ruoli poco significativi, torna a farsi notare sul grande schermo nel ruolo della nuova compagna di Sam Shepard, padre di Tobey Maguire e Jake Gyllenhaal in Brothers (2009).
Nel 2013 Ryan Murphy la sceglie nel cast della terza stagione della serie horror antologica American Horror Story: Coven per interpretare una stramba madre incestuosa. Nel 2014 partecipa a un episodio nella quarta stagione della stessa serie televisiva, American Horror Story: Freak Show, in cui interpreta la sorella della microcefala Pepper, facendo da "collante" tra questa stagione e la seconda, American Horror Story: Asylum. Nel 2015 viene riconfermata nel cast, interpretando la cameriera ai piani dell'hotel in cui è ambientata la quinta stagione, American Horror Story: Hotel.
Ha inoltre recitato in diverse opere teatrali e musical a Broadway, ricevendo due candidature ai Tony Award: alla miglior attrice non protagonista in un'opera teatrale nel 2014 per Casa Valentina e alla miglior attrice protagonista in un musical nel 2022 per Girl From the North Country.

## Filmografia parziale

### Cinema
- St. Elmo's Fire, regia di Joel Schumacher (1985)
- Offresi amore teneramente (Nobody's Fool), regia di Evelyn Purcell (1986)
- I diffidenti (Shy People), regia di Andrej Končalovskij (1987)
- Accadde in paradiso (Made in Heaven), regia di Alan Rudolph (1987)
- Soluzione finale (Miracle Mile), regia di Steve De Jarnatt (1988)
- Turner e il casinaro (Turner & Hooch), regia di Roger Spottiswoode (1989)
- Un marito di troppo (Hard Promises), regia di Martin Davidson (1991)
- The War, regia di Jon Avnet (1994)
- Wyatt Earp, regia di Lawrence Kasdan (1994)
- Georgia, regia di Ulu Grosbard (1995)
- Follia omicida (Bad Day on the Block), regia di Craig R. Baxley (1997)
- Swing Vote - Un uomo da 300 milioni di voti (Swing Vote), regia di Joshua Michael Stern (2008)
- Brothers, regia di Jim Sheridan (2009)
- Biancaneve (Mirror Mirror), regia di Tarsem Singh (2012)
- Philomena, regia di Stephen Frears (2013)
- Geostorm, regia di Dean Devlin (2017)
- Il gabbiano (The Seagull), regia di Michael Mayer (2018)
- Cattive acque (Dark Waters), regia di Todd Haynes (2019)
- Notizie dal mondo (News of the World), regia di Paul Greengrass (2020)
- All My Puny Sorrows, regia di Michael McGowan (2021)

### Televisione
- Starsky & Hutch (Ninety Pounds Of Trouble) - serie TV, 1 episodio (1979)
- Uccelli di rovo (The Thorn Birds), regia di Daryl Duke - miniserie TV (1983)
- Ai confini della realtà (The Twilight Zone) – serie TV, 1 episodio (1986)
- Chi è Giulia? (Who is Julia?) - film TV (1986)
- Intruders – film TV (1992)
- E.R. - Medici in prima linea (ER) – serie TV, 4 episodi (1998-1999)
- Clubhouse – serie TV, 11 episodi (2004-2005)
- Grey's Anatomy – serie TV, 6 episodi (2006-2007)
- Boston Legal – serie TV, 2 episodi (2007)
- 24 – serie TV, 2 episodi (2010)
- Mildred Pierce – miniserie TV, 5 puntate (2011)
- Criminal Minds – serie TV, 1 episodio (2011)
- Torchwood: Miracle Day – serie TV, 3 episodi (2011)
- Hatfields & McCoys – miniserie TV, 3 puntate (2012)
- Under the Dome – serie TV, 2 episodi (2013)
- Hawaii Five-0 – serie TV, episodio 3x22 (2013)
- American Horror Story – serie TV, 15 episodi (2013-2017)
- The Affair - Una relazione pericolosa (The Affair) – serie TV, 12 episodi (2014-2015)
- O.G. - Original Gangster (O.G.), regia di Madeleine Sackler - film TV (2018)
- The Outsider – miniserie TV, 10 puntate (2020)
- Dopesick - Dichiarazione di dipendenza (Dopesick) – serie TV, 8 episodi (2021)

## Riconoscimenti
- Premio Oscar
  - 1996 – Candidatura alla miglior attrice non protagonista per Georgia
- Golden Globe
  - 1998 – Candidatura alla miglior attrice non protagonista in una serie per George Wallace
- Independent Spirit Award
  - 1990 – Candidatura alla miglior attrice non protagonista per Soluzione finale
  - 1996 – Miglior attrice non protagonista per Georgia
- Premio Emmy
  - 1980 – Miglior attrice non protagonista in una miniserie o film televisivo per Amber Waves
  - 1986 – Candidatura alla miglior attrice protagonista in una miniserie o film televisivo per Love Is Never Silent
  - 1996 – Candidatura alla miglior attrice non protagonista in una miniserie o film televisivo per The Boys Next Door
  - 1998 – Miglior attrice non protagonista in una miniserie o film televisivo per George Wallace
  - 2004 – Candidatura alla miglior guest star in una serie drammatica per Law & Order - Unità vittime speciali
  - 2011 – Candidatura alla miglior attrice non protagonista in una miniserie o film televisivo per Mildred Pierce
  - 2012 – Candidatura alla miglior attrice non protagonista in una miniserie o film televisivo per Hatfields & McCoys
  - 2022 - Candidatura alla miglior attrice non protagonista in una miniserie o film televisivo per Dopesick - Dichiarazione di dipendenza
- Daytime Emmy Awards
  - 2004 - Candidatura alla miglior interpretazione in un programma per la famiglia per The Maldonado Miracle
- Satellite Award
  - 1998 – Candidatura alla migliore attrice non protagonista in una serie, miniserie o film televisivo per George Wallace
  - 2012 – Candidatura alla migliore attrice non protagonista in una serie, miniserie o film televisivo per Hatfields & McCoys
- Screen Actors Guild Award
  - 1996 – Candidatura alla migliore attrice non protagonista cinematografica per Georgia
  - 1998 - Candidatura alla miglior attrice in un film televisivo o miniserie per George Wallace
- Tony Award
  - 2014 – Candidatura alla miglior attrice protagonista in un'opera teatrale per Casa Valentina
  - 2022 – Candidatura alla miglior attrice protagonista in un musical per Girl From the North Country

## Doppiatrici italiane
Nelle versioni in italiano delle opere in cui ha recitato, Mare Winningham è stata doppiata da:
- Laura Boccanera in Turner e il casinaro, Mildred Pierce, American Horror Story: Freak Show, The Affair - Una relazione pericolosa, O.G. - Original Gangster
- Tiziana Avarista in The War, Wyatt Earp, Hatfields & McCoys, Notizie dal mondo
- Micaela Esdra in St. Elmo's Fire, Georgia
- Cinzia De Carolis in Geostorm, The Outsider
- Monica Gravina in Soluzione finale, E.R. - Medici in prima linea
- Renata Biserni in American Horror Story: Hotel, American Horror Story: Cult
- Cristiana Lionello in Uccelli di rovo
- Isabella Pasanisi in Accadde in paradiso
- Silvia Pepitoni in Follia omicida
- Antonella Alessandro in Grey's Anatomy
- Emilia Costa in Grey's Anatomy (ep. 3x10)
- Lorenza Biella in Cold Case - Delitti irrisolti
- Giò Giò Rapattoni in Criminal Minds
- Angiola Baggi in Brothers
- Alessandra Korompay in American Horror Story: Coven
- Daniela D'Angelo in Biancaneve
- Laura Romano in Philomena
- Aurora Cancian in Cattive acque
- Michela Alborghetti in Dopesick - Dichiarazione di dipendenza